# Сосновский, Георгий Петрович
Гео́ргий Петро́вич Сосно́вский (1899, Бежица, Орловская губерния — 1941, Ленинград) — советский археолог, исследователь и один из первооткрывателей сибирского палеолита. Кандидат исторических наук, сотрудник Института истории материальной культуры АН СССР, член ВСОРГО.

## Биография
Родился в местечке Бежица (ныне — район Брянска). Отец был личным почетным гражданином, работал конторским служащим. С 1909 по март 1918 года учился в Коммерческом училище в Лесном. Ещё в старших классах началось его увлечение археологией; в 1917—1918 годах работал в археологическом отделе Музея антропологии и этнографии, в качестве добровольного сотрудника, его научным руководителем был известный энтомолог и профессор Бернгард Эдуардович Петри. Производил археологические разведки, в частности, в 1917 году обнаружил на берегу Сестрорецкого разлива у Тарховки неолитическую стоянку.
Из-за тяжелого положения в Петербурге в годы гражданской войны переехал в Западную Сибирь, работал на золотом руднике Ачинского уезда конторским служащим. В мае 1918 года избран в Совет рабочих депутатов рудника. В августе 1918 из-за опасного приближения белой армии к Ачинску Сосновский уехал в Красноярск, где работал в музее Приенисейского края. Там он встречается с дипломированным археологом и юристом Николаем Константиновичем Ауэрбахом, а также с плененным в годы Первой мировой войны австрийским археологом Геро фон Мергартом и с молодым первооткрывателем Афонтовой горы Громовым. Вместе эта группа археологов начинает археологические раскопки в окрестностях у Красноярска. Раскопки длились пять с половиной месяцев, с 27 апреля до середины октября 1919 года. Были обнаружены две новые палеолитические стоянки по реке Бугач и ключу Гремячему, стоянку неолита, стоянку эпохи железа по берегам Енисея, ряд дюнных стоянок в окрестностях города и пещерах. В апреле 1920 года Мергарт совместно с Сосновским провели археологические разведки в окрестностях Красноярска и осмотрели Афонтову гору и Ладейское городище. В мае исследователи посетили стоянки Базаиха, Монастырская, Военный городок. Особенно плодотворной была археологическая разведка от Минусинска до Красноярска. В ходе работ были осмотрены уже известные стоянки и открыты новые. Тогда же Мергарт и Сосновский скопировали петроглифы на плитах могильника Туран, на скалах Тепсей и Георгиевской горы на реке Туба. Были раскопаны погребение у села Лугавское и два тагарских кургана близ улуса Откина, две поздние могилы XVII—XVIII вв. у д. Означенной. В течение полевого сезона 1920 года были исследованы 40 дюнных и 10 лёссовых стоянок эпохи палеолита (причём 20 из них были обнаружены впервые), были раскопаны два тагарских кургана с четырнадцатью погребениями близ улуса Откина и четыре отдельных могилы у села Лугавского и у деревни Означенной эпохи поздней бронзы и позднего средневековья. Участниками экспедиции были произведены измерения могильника с 76 курганами, нанесены на карту 64 подобных могильника, обследовано пять городищ и зарисован план одного из них, до сих пор неизвестного (Туран), скопированы три группы петроглифов, раскопана плавильная печь у Тагарского озера.
Под влиянием Мергарта Сосновский принял решение о необходимости получения им высшего образования и приобретения профессиональных знаний и навыков археолога. Осенью 1920 года Сосновский поступил в Иркутский университет. Сосновский за годы учёбы в университете (1920—1926) слушал курсы Бернарда Петри(Того самого у которого Сосновский работал добровольцем) по истории первобытной культуры, археологии, этнографии. Летом 1921 года Сосновский как участник палеоэтнологической экспедиции, руководимой Петри, самостоятельно произвёл археологические разведки в долине реки Ангары от города Балаганска до села Распутина. Целью разведки была проверка сведений о палеолите на стоянке «Балаганские пески», знакомство с характером дюнных стоянок уезда, поиски следов бронзового века, сбор данных о курганах и их описание. К большому сожалению Сосновского, подъёмный материал не подтвердил существования палеолита, собранный каменный инвентарь относился к неолиту. Погребения бронзового периода, несмотря на особые поиски, также найдены не были. По мнению молодого исследователя, дюнные стоянки, обнаруженные в долине р. Ангары ниже г. Балаганска, принадлежали к числу смешанных, где в основном слое залегали предметы каменного, бронзового и железного веков. По результатам рекогносцировочных изысканий Сосновский написал одну из первых своих работ (1923), в которой постарался подробнейшим образом исследовать полученные находки.
В ходе обработки материалов Г. П. Сосновскому необходимо было определиться с решением вопроса о существовании культуры эпохи бронзы в Прибайкалье. Отсутствие погребальных памятников не дало ему возможности выделить самостоятельную культуру этого периода. Вслед за Петри Сосновский считал, что каменный век в Прибайкалье сменился непосредственно эпохой, характеризующейся одновременным употреблением каменных орудий и предметов из меди и бронзы. Эта смешанная культура, по мнению Сосновского, была представлена формами изделий (из камня, кости и глины) неолитического типа и в качестве культурного приобретения — отдельными предметами, сделанными из меди и бронзы, которые и указывали на наступление эпохи металлов. В культурно-историческом отношении Г. П. Сосновский обозначал эту эпоху как время бытования охотников-рыболовов каменного века, хронологически же считал, что она синхронна бронзовому периоду Южной Сибири. Зона географического распространения находок из меди и бронзы в таёжной полосе Средней Сибири совпадала с зоной распространения неолита. Сосновский предполагал, что культура переходной эпохи является заключительным звеном неолита Ангаро-Байкальского региона. Она развивалась на местной основе позднего каменного века под влиянием бронзовых культур Южной Сибири. Находясь под действием идей Г. Мергарта, исследователь не исключал культурных влияний извне. По его мнению, особенно сильное воздействие на таёжную зону Средней Сибири оказывал Минусинский очаг бронзовой культуры. С другой стороны, Сосновский отмечал для этой зоны совершенно непохожую на минусинскую группу изделий из меди и бронзы (мечи, кельты клиновидного типа без ушков, ножи с геометрическим орнаментом, по форме напоминающие серпы), происхождение которой пока ещё было непонятно.
Железный век на исследованных стоянках был представлен достаточно хорошо. Находки этого периода Сосновский разделил на две группы. К более древней относятся предметы, имеющие черты сходства с остатками чистой культуры железного века, обнаруженными профессором Петри при раскопках пещер Ольхонского края и на стоянках под открытым небом в Курумчинском р-не. Следы этой культуры найдены также на берегах Енисея у Красноярска и Енисейска, по среднему и верхнему течениям рек Ангары и Лены, и в Забайкалье. Другую группу находок составляли железные изделия позднего происхождения, принадлежащие, согласно точке зрения исследователя, древним монголам или бурятам. Сосновский раскопал остатки двух захоронений железного века на дюнных песках. Физический тип погребённых был монголоидным. По его мнению, предметы, найденные на дюнах (шаманские вещи, украшения), подтверждали этническую принадлежность их монголо-язычным племенам.
В 1923 году в честь 40-летия открытия Иваном Савенковым палеолита на Енисее ВСОРГО и его Средне-Сибирское отделение выделяют средства на изучение древнейших памятников у Красноярска. Появляется возможность вести не только разведывательные, но и широкие стационарные раскопки. Сосновский совместно с Ауэрбахом и Громовым в течение 1923—1925 гг. систематически исследовали поселения на Афонтовой горе и ряд других стоянок, Первый сезон полевых работ сразу дал превосходные результаты. Было вскрыто 38 м² площади поселения Афонтовая гора-II на глубину до 13 м. Нижний горизонт стоянки содержал большое количество крупных костей быков, северных оленей. лошадей, бивни мамонтов, многочисленные изделия из камня. «Никогда ещё никто из тех, кто занимался изучением североазиатского палеолита, не обладал такой огромной коллекцией обработанного камня». Открытием 1923 года стало обнаружение в очажном слое первых в России останков палеолитического человека. Исследования на Афонтовой горе так воодушевили Г. П. Сосновского, что он произвёл ещё несколько разведывательных раскопок в окрестностях Красноярска и в Минусинском крае.
В 1924 и 1925 годах Сосновский, Ауэрбах и Громов продолжили изыскания на Афонтовой горе. Всего за три года работ было вскрыто 200 м² на Афонтовой горе-II и 130 м² на Афонтовой rope-III. Нижние горизонты поселений содержали несколько тысяч находок, в том числе в 1924 году были обнаружены новые останки палеолитического человека. Работы на Афонтовой горе имели международное значение. Важность исследований обусловлена тем, что раскопки дали картину палеолитического местонахождения in situ в ясном залегании и планировке. Впервые стало возможным представить конструктивное своеобразие древнейшего в Азии жилища человека эпохи палеолита. Исследование памятника подтвердило заключение Г. П. Сосновского о многослойности Афонтовой горы и о выделении разновременных палеолитических горизонтов. Сенсационные находки привлекли внимание и других российских археологов. Место раскопок посетили Городцов, В. С. Жуков, Теплоухов, Грязнов.
Сосновский в 1926 году поступил в аспирантуру Антропологического института при МГУ. В 1927 году он продолжил исследования андроновских погребений в окрестностях улуса Орак и провёл рекогносцировочные раскопки карасукских могил. Всего было раскопано 14 погребений, открыты новый могильник андроновской эпохи, два могильника карасукской культуры и, видимо, два кургана тагарского времени. Осенью 1927 года Сосновский был принят старшим научным сотрудником ГАИМК. К сожалению, аспирантуру он так и не закончил. В 1928—1929 гг. Монгольской комиссией АН СССР и ГАИМК по инициативе Бурят-Монгольского научного общества и Бурят-Монгольского Учёного комитета были организованы археологические работы в Бурятии. Начальником экспедиции был назначен Сосновский. В состав экспедиции входили научные сотрудники Л. М. Нурк и A.M. Виноградова, активное участие в ней в 1928 году принимали местные научные работники — В. В. Попов, Б. Б. Бамбаев, П. С. Михно и С. А. Успенский; в 1929 году проходил практику Э. Р. Рыгдылон. Основной задачей экспедиции было общее ознакомление с памятниками прошлого и сбор материала для классификации древних культур Забайкалья. Районом обследования был избран бассейн Селенги на территории Верхнеудинского, Троицкосавского и Селенгинского р-ов Бурят-Монгольской АССР. За два года работ сотрудники экспедиции проделали путь около 700 км, раскопали 153 погребения, 3 стоянки, 1 древнее укрепление, 1 пещеру и собрали подъёмный материал с 15 дюнных стоянок. Был добыт материал, вносящий много нового в понимание далёкого прошлого края. На обследованной территории обнаружены следы пребывания древнего человека начиная от каменного и до позднего железного века. Особая заслуга Сосновского состояла в том, что он установил палеолитический возраст забайкальских находок и открыл, тем самым, новую область распространения палеолита в Северной Азии. Большой интерес представляли находки на берегу Селенги обломков скорлупы от яиц страуса, открытие могильника переходного времени от камня к металлу, погребений бронзового периода, впервые выявленных для Забайкалья, новые находки предметов скифского времени, раскопки памятников гуннского времени и могильников средневековья. Также были проведены наблюдения над морфологией могильных сооружений различных типов и прослежено их географическое распространение. Исследования 1928—1929 годов позволили уточнить датировку памятников гуннского времени в Забайкалье, выявить черты сходства и различия между погребениями гуннов в различных районах Забайкалья, а также Северной Монголии. Так, Ю. Д. Талько-Гринцевич датировал Дэрестуйские погребения V—VI вв. н. э. Сосновский относил время их сооружения ко второй половине I в. до н. э. — первой половине I в. н. э. Эту дату подтвердили находки шёлковых тканей в погребениях Ильмовой пади, аналогичные китайским тканям эпохи Хань из Ноин-Улы.
В 1934 и 1937 годах Сосновский руководил Ангарской экспедицией, сотрудники которой изучали археологические памятники в зоне строительства Байкальской и Бархатовской ГЭС, а он совместно с М. М. Герасимовым вёл раскопки палеолитической стоянки Мальта. В 1935 году в связи с подготовкой III сессии Международного конгресса по четвертичной геологии Г. П. Сосновский возглавил Бийскую экспедицию. Изыскания на Алтае принесли новые открытия. На правом берегу Катуни в 36 км от г. Бийска им были обнаружены и исследованы палеолитические стоянки. Экспедиция продолжила работу в 1936 году и наряду с изучением новых стоянок древнекаменного века в 3.5 км от с. Элекмонар был выявлен и раскопан афанасьевский могильник.
В 1935 г. Сосновский был избран членами советской секции Международной ассоциации по изучению четвертичного периода Европы заместителем председателя секции ископаемого человека. В 1935 г. руководство ГАИМК ходатайствовало перед Народным комиссариатом просвещения о присуждении ему учёной степени кандидата исторических наук по совокупности научных трудов, а также учёного звания действительный член ГАИМК. 28 июня 1938 года Учёный Совет ЛГУ присвоил Г. П. Сосновскому искомую степень без защиты диссертации. Умер Сосновский в 1941 году, во время блокады Ленинграда.